# 谢尔盖·安东诺夫
谢尔盖·彼得罗维奇·安东诺夫（俄语：Сергей Петрович Антонов，1915年5月16日—1995年4月29日），苏联作家。

## 生平
1915年生于彼得格勒，1938年毕业于列宁格勒建筑学院，曾任学校教师。苏德战争期间，于列宁格勒、沃尔霍夫和波罗的海沿岸前线工兵队服役。1947年发表短篇小说《春》，1950年出版短篇小说集《汽车在大路上行进》（获1951年度斯大林奖）。此后，发表了《第一个职务》、《雨》（1952年）、《在彼尼科夫发生的事情》（1956年）、《阿连卡》（1960年）等中短篇小说。作品题材多为生产建设。曾任苏联作协理事。

## 荣誉
- 二级卫国战争勋章（1945年6月30日）[2]
- 红星勋章（1944年10月28日）
- 战功奖章（1942年7月28日）

## 外部連結
- 安东诺夫的传记（页面存档备份，存于）（俄文）